# 3041 Вебб
3041 Вебб (3041 Webb) — астероїд головного поясу, відкритий 15 квітня 1980 року.
Тіссеранів параметр щодо Юпітера — 3,361.